# Lilian Sheldon
Lilian Sheldon (Handsworth, West Midlands, svibanj 1862. – Exmouth, 6. svibnja 1942.) bila je engleska zoologinja.

## Život
Sheldon je rođena u Handsworthu 1862. godine, gdje joj je otac bio namjesnik (jedan izvor kaže 1860.). Imala je dva preživjela brata i četiri sestre. Njezini roditelji Ann (rođena Sharp) i velečasni John Sheldon dogovorili su da njihove kćeri pohađaju Handsworth Ladies 'College, a izvanredno tri djevojčice nastavile su visoko obrazovanje u Cambridgeu. Lillian Sheldon je 1880. godine otišla na Newnham College a dvije druge na Girton College. Njezina starija sestra Helen Sheldon postala je zapažena ravnateljica u Sydenhamu.
Lilian je položila dva ispita prirodnih znanosti Tripos u Cambridgeu 1883. i 1884.
Sheldon je provela istraživanje o razvoju embrija vodenjaka s Alice Johnson i o anatomiji i morfologiji Cynthia rustica (sada se zove Styela rustica) i peripatus. Njezini su rezultati objavljeni u Quarterly Journal of Microscopical Science. Sheldon je također pridonijela odjeljku o Nemertinima za svezak 2 Cambridge Natural History serije. Radila je na koledžu kao demonstrator morfologije od 1892. do 1893. i predavala komparativnu anatomiju od 1893. do 1898. Bila je suradnica na fakultetu od 1894. do 1906. godine. Povukla se iz akademske zajednice oko 1898.
Kasnije je objavila niz članaka o tradicionalnim zgradama u Devonshireu u Transakcijama udruge Devonshire. Tijekom Prvog svjetskog rata radila je za YMCA u Birminghamu, gdje je bila jedna od najranijih žena vozača u zemlji.
Godine 1931. umro joj je brat Gilbert Sheldon. Gotovo je cijeli život patio od paralize, ali objavio je niz knjiga i široko putovala sa svojih šest sestara. Lilian i Walter de la Mare napisali su uvod u svoje posljednje djelo objavljeno 1932. godine.
Također je bila član lokalnog bolničkog odbora u Exmouthu. Sheldon je tamo umrla u dobi od 80 godina.